# Montgomery, Ohio
Montgomery là một thành phố thuộc quận Hamilton, tiểu bang Ohio, Hoa Kỳ. Năm 2010, dân số của thành phố này là 10251 người.

## Dân số
- Dân số năm 2000: 10163 người.
- Dân số năm 2010: 10251 người.